# Mikron
 (juin 2024).
Si vous disposez d'ouvrages ou d'articles de référence ou si vous connaissez des sites web de qualité traitant du thème abordé ici, merci de compléter l'article en donnant les références utiles à sa vérifiabilité et en les liant à la section « Notes et références ».
Mikron est une entreprise suisse qui fabrique des machines d'assemblage, des machines d'usinage et des outils de coupe.
Le groupe Mikron comprend trois divisions : 
- Mikron Automation

- Mikron Machining

- Mikron Tool

## Histoire
Le groupe est originellement fondé à Bienne en 1908 sous le nom de Maschinenfabrik Mikron AG. À l'origine active dans la fabrication de machines d'usinage pour la fabrication de composants d'horlogerie, le groupe s'est progressivement développé et diversifié, en particulier lors des achats des sociétés Haesler SA, basée à Boudry en 1962 et Albe SA, basée à Agno, en 1986. Depuis, le groupe suisse développe, produit  et commercialise des solutions d'assemblage, des systèmes d'usinage et des outils de coupe. La société est active dans les secteurs du pharmaceutique, du medtech, des biens de consommation, de l'automobile, de l'horlogerie et de l'ingénierie générale. Les sites de production sont situés en Suisse, en Allemagne, aux Etats-Unis, à Singapour, en Chine et en Lituanie.

## Actionnaires
Liste des principaux actionnaires avec plus de 5% des droits de votes au 31 mars 2024 :
| Ammann Group Holding AG, Bern (famille) | 48,9% |
| Rudolf Maag, Binningen                  | 7,3%  |
| Matter Thomas, Meilen                   | 5,1%  |